# Intelligent Systems
Intelligent Systems Co., Ltd. (株式会社インテリジェントシステムズ Kabushiki kaisha Interijento Shisutemuzu?) är ett japanskt datorspelsutvecklingsföretag och ett dotterbolag till Nintendo. Det är mest känt för att ha utvecklat spelserierna Paper Mario, Fire Emblem och Advance Wars.
Företaget grundades i december 1986 i Higashiyama-ku i Kyoto, och flyttades i oktober 2013 till en ny byggnad närmare Nintendos huvudkontor.